# Grangrundet (vid Vandrock, Nagu)
Grangrundet är öar nära Vandrock i Nagu,  Finland. De ligger i Skärgårdshavet i Pargas stad i landskapet Egentliga Finland, i den sydvästra delen av landet. Öarna ligger omkring 2 kilometer norr om Vandrock, 11 kilometer väster om Nagu kyrka, 39 kilometer sydväst om Åbo och omkring 180 kilometer väster om Helsingfors. Närmaste allmänna förbindelse är förbindelsebryggan vid Innamo som trafikeras av M/S Falkö.
Arean för den av öarna koordinaterna pekar på är 1,6 hektar och dess största längd är 170 meter i öst-västlig riktning. I omgivningarna runt Grangrundet växer i huvudsak barrskog. Runt Grangrundet är det glesbefolkat, med 8 invånare per kvadratkilometer. Närmaste större samhälle är Nagu, 10,4 km öster om Grangrundet.